# Sastracella cinnamomea
Sastracella cinnamomea là một loài bọ cánh cứng trong họ Chrysomelidae. Loài này được Yang in Yang miêu tả khoa học năm 1995.